# Euploea theriodes
Euploea theriodes är en fjärilsart som beskrevs av Hans Fruhstorfer 1914. Euploea theriodes ingår i släktet Euploea och familjen praktfjärilar. Inga underarter finns listade i Catalogue of Life.